# Het Zinneke
Het Zinneke, soms Zinneke Pis genoemd, is een standbeeld van de hand van Tom Frantzen in Brussel dat opgericht werd in 1998. Het werk stelt een urinerende hond voor en is op deze manier thematisch verwant met Manneken Pis (een plassend jongetje) en Jeanneke Pis (een plassend meisje). Het standbeeld bevindt zich op de hoek van Kartuizersstraat en de Oude Graanmarkt. De naam Zinneke komt voor uit de Zenne en de scheldnaam voor Brusselaars (of bastaardhond), Zinneke. Het verwijst ook naar "Zin hebben in".
In augustus 2015 werd Zinneke aangereden door een auto en gerestaureerd door de kunstenaar.

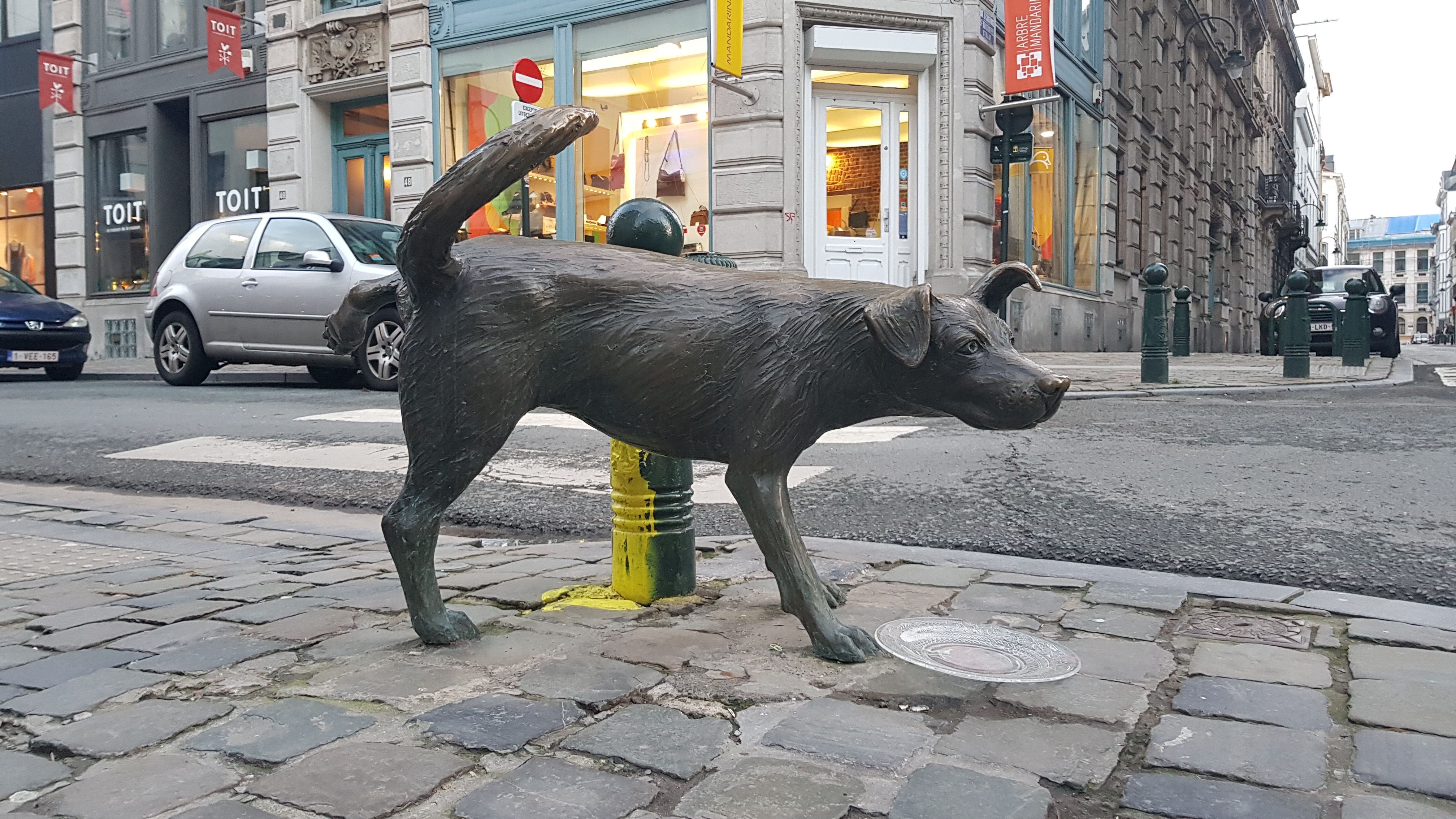
Het Zinneke met gele verf op de pisplek